# Жабник малий
Грудна травка мала, жабник малий (Filago minima) — вид рослин з родини айстрових (Asteraceae), поширений на заході Північної Африці, у Європі, на південному заході Сибіру.

## Опис

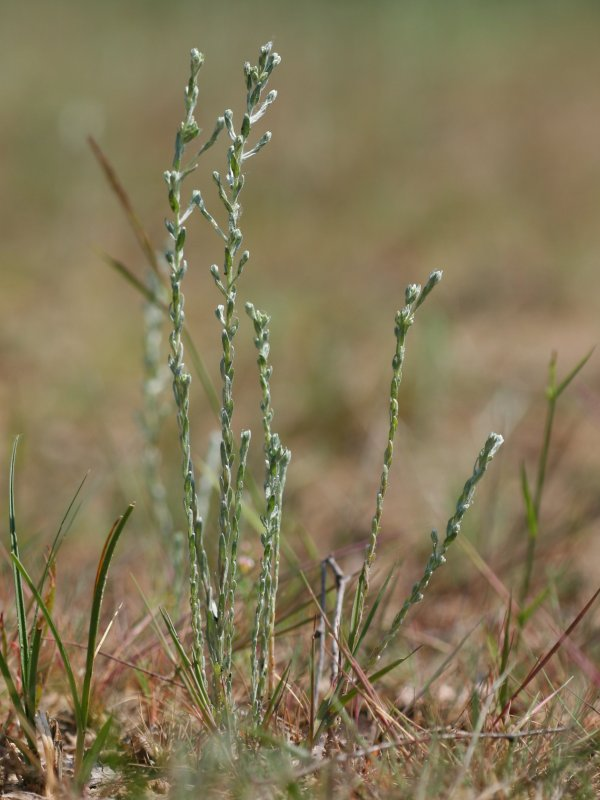

Однорічна, трава, 18–25 см заввишки. Рослина негусто-шерстиста. Стебло вгорі вильчато розгалужене, по всій довжині густо облиствене. Листя 0.7–11 × 0.2–1.5 мм, плоске. Квітки 1.4–1.9 мм, білувато-жовтуваті. Листочки обгортки притиснуто-повстяні, з помітними жилками на спинці; внутрішні — з короткою солом'яно-жовтої блискучої верхівкою. 2n = 28.

## Поширення
Поширений у західній Північній Африці (Алжир, Марокко, Канарські острови), Європі (крім півдня й півночі Росії), на пд.-зх. Сибіру; інтродукований до штатів Массачусетс, Нью-Йорк, Орегон, Пенсільванія.
В Україні вид зростає в піщаних і глинистих місцях — в лісових районах і Лісостепу (переважно в зх. ч.), зрідка.